# Hiroki Sakai
Hiroki Sakai (酒井 宏樹, Sakai Hiroki, Kashiwa, 12 april 1990) is een Japans voetballer die doorgaans in de verdediging speelt. Hij tekende in juni 2016 bij Olympique Marseille, dat hem transfervrij overnam van Hannover 96. Sakai debuteerde in 2012 in het Japans voetbalelftal.

## Clubcarrière
Sakai speelde tussen 2009 en 2012 voor Kashiwa Reysol. Daarmee werd hij in 2010 kampioen van de J-League 2 en in 2011 kampioen van de J-League. Hij tekende in juni 2012 een vierjarig contract bij Hannover 96, waarmee hij tot en met het seizoen 2015/16 in de Bundesliga speelde. Hierin werd hij in 2015/16 laatste met de club, wat degradatie naar de 2. Bundesliga betekende. Sakai verliet Hannover transfervrij en tekende een contract bij Olympique Marseille, de nummer dertien van de Ligue 1 in het voorgaande seizoen.

## Clubstatieken
| Seizoen | Club                | Land               | Competitie | Competitie | Competitie | Beker | Beker | Internationaal | Internationaal | Totaal | Totaal |
| Seizoen | Club                | Land               | Competitie | Wed.       | Dlp.       | Wed.  | Dlp.  | Wed.           | Dlp.           | Wed.   | Dlp.   |
| ------- | ------------------- | ------------------ | ---------- | ---------- | ---------- | ----- | ----- | -------------- | -------------- | ------ | ------ |
| 2010    | Kashiwa Reysol      | Vlag van Japan     | J2 League  | 9          | 1          | 2     | 0     | —              | —              | 11     | 1      |
| 2011    | Kashiwa Reysol      | Vlag van Japan     | J1 League  | 27         | 0          | 4     | 0     | —              | —              | 0      | 0      |
| 2012    | Kashiwa Reysol      | Vlag van Japan     | J1 League  | 15         | 1          | 1     | 0     | 11             | 3              | 27     | 4      |
| 2012/13 | Hannover 96         | Vlag van Duitsland | Bundesliga | 13         | 0          | 1     | 0     | 3              | 0              | 17     | 0      |
| 2013/14 | Hannover 96         | Vlag van Duitsland | Bundesliga | 26         | 1          | 2     | 0     | —              | —              | 28     | 1      |
| 2014/15 | Hannover 96         | Vlag van Duitsland | Bundesliga | 27         | 0          | 2     | 0     | —              | —              | 29     | 0      |
| 2015/16 | Hannover 96         | Vlag van Duitsland | Bundesliga | 26         | 1          | 2     | 0     | —              | —              | 28     | 1      |
| 2016/17 | Olympique Marseille | Vlag van Frankrijk | Ligue 1    | 35         | 0          | 5     | 0     | —              | —              | 40     | 0      |
| 2017/18 | Olympique Marseille | Vlag van Frankrijk | Ligue 1    | 33         | 0          | 3     | 0     | 14             | 1              | 50     | 1      |
| 2018/19 | Olympique Marseille | Vlag van Frankrijk | Ligue 1    | 27         | 1          | 1     | 0     | 4              | 0              | 32     | 1      |
| 2019/20 | Olympique Marseille | Vlag van Frankrijk | Ligue 1    | 21         | 0          | 4     | 0     | —              | —              | 25     | 0      |
| Totaal  | Totaal              | Totaal             | Totaal     | 259        | 5          | 27    | 0     | 32             | 4              | 318    | 9      |

## Interlandcarrière
Sakai debuteerde in 2012 in het Japans nationaal elftal.

## Statistieken
| Japans voetbalelftal | Japans voetbalelftal | Japans voetbalelftal |
| Jaar                 | Wed.                 | Dlp.                 |
| -------------------- | -------------------- | -------------------- |
| 2012                 | 7                    | 0                    |
| 2013                 | 7                    | 0                    |
| 2014                 | 5                    | 0                    |
| 2015                 | 6                    | 0                    |
| 2016                 | 7                    | 0                    |
| 2017                 | 9                    | 0                    |
| 2018                 | 8                    | 0                    |
| 2019                 | 12                   | 1                    |
| Totaal               | 61                   | 1                    |

## Erelijst
| Kampioen J1 League | 1x | 2011 |
| Kampioen J2 League | 1x | 2010 |
| Xerox Supercup     | 1x | 2012 |